# Paula Salerno
María Paula Salerno (La Plata, 18 de abril de 1986), é uma velejadora argentina que é bicampeã dos Jogos Pan-Americanos.

## Trajetória esportiva
Sua primeira categoria foi a Laser radial, em que conseguiu a medalha de prata nos Jogos Sul-Americanos de 2006 e ficou no quarto lugar em Medellín 2010.
Em 2015, conquistou o seu primeiro título em Jogos Pan-Americanos na classe Lightning com Javier Conte e Nicolás Fracchia.
Passados quatro anos, a atleta conseguiu o bicampeonato pan-americano em Lima, novamente na classe Lightning. Seus parceiros foram Javier Conte e Ignacio Giammona.

## Vida acadêmica
É membro do Consejo Nacional de Investigaciones Científicas y Técnicas (CONICET) e é professora de Literatura francesa na Universidade Nacional de La Plata.
Entre suas produções científicas, destaca-se o livro La producción literaria de Julio César Avanza: edición y génesis de escritura (2011) e a edição da revista literária Teseo (2015), editados pelo Arquivo Histórico da Província de Buenos Aires "Dr. Ricardo Levene", assim como a criação do Arquivo de escritores platenses. 

## Prêmios
- Olimpia de plata (2019)[4]